# István Sándorfi
István Sándorfi, född 12 juni 1948 i Budapest, avliden 26 december 2007 i Paris, var en ungersk målare.
Sándorfi lämnade 1956 Ungern tillsammans med sin familj, och bodde i Österrike och Tyskland för att slutligen hamna i Frankrike 1958. Han började rita när han var åtta år gammal och började måla med oljefärger vid tolv års ålder. Han studerade vid École nationale supérieure des Beaux-Arts och École nationale supérieure des arts décoratifs.
På 1970-talet använde Sándorfi sig själv som modell, eftersom han inte tyckte om att ha främlingar som såg på medan han jobbade. Hans första utställning ägde rum 1973, på Musée d'Art Moderne de la Ville de Paris, och längre fram i sin karriär ställde han ut i städer som Köpenhamn, München, Rom, Los Angeles och San Francisco.
Han avbildade ofta märkliga objekt eller konstiga rörelser och situationer. Från och med 1988 målade han mestadels av kvinnor.